# Alania Airlines
Alania Airlines – zlikwidowana rosyjska linia lotnicza z siedzibą w Władykaukazie. Głównym węzłem był port lotniczy Władykaukaz-Biesłan.